# Ștefan Péterfi
Ștefan Péterfi (Geburtsname: Istvan Péterfi; * 8. März 1906 in Déva, Komitat Hunyad; † 6. Mai 1978 in Mexiko-Stadt) war ein rumänischer Botaniker, Hochschullehrer und Politiker der Rumänischen Kommunistischen Partei PCR (Partidul Comunist Român), der unter anderem 1963 Mitglied der Rumänischen Akademie wurde und zwischen 1967 und 1978 Vizepräsident des Staatsrates war.

## Leben
Der als Istvan Péterfi geborene Ștefan Péterfi gehörte zur Volksgruppe der Magyaren und war der Sohn des Botanikers Márton Péterfi. Er begann nach dem Schulbesuch ein Studium an der Naturwissenschaftlichen Fakultät der Universität Cluj, das er 1932 abschloss. 1937 schloss er dort seine Promotion zum Doktor der Naturwissenschaften ab und spezialisierte sich in den folgenden Jahren bei seinen biologischen Forschungen auf die Bereiche Morphologie und Pflanzenphysiologie. 1938 übernahm er eine Professur als Inhaber des Lehrstuhls für Phytotomie und Pflanzenphysiologie an der Naturwissenschaftlichen Fakultät der Universität Cluj und lehrte dort bis zu seiner Emeritierung 1976. Er war zugleich zwischen 1946 und 1948 sowohl Dekan der Naturwissenschaftlichen Fakultät als auch erstmals Prorektor der Universität Cluj. Am 2. Juli 1955 wurde er zunächst korrespondierendes Mitglied der Rumänischen Akademie (Academia Română). Er wurde 1959 erneut Prorektor der nunmehrigen Babeș-Bolyai-Universität Cluj und behielt dieses Amt ebenfalls bis zu seiner Emeritierung 1976. 1959 wurde er Mitglied der Rumänischen Arbeiterpartei PMR (Partidul Muncitoresc Român) und besuchte zeitweise die Abenduniversität für Marxismus-Leninismus.
Am 21. März 1963 wurde Péterfi auch ordentliches Mitglied der Rumänischen Akademie und übernahm zugleich am 30. Dezember 1965 den Posten als Vizepräsident des Nationalrates für wissenschaftliche Forschung (Consiliul Național al Cercetării Științifice). Ferner wurde er 1965 Mitglied der Großen Nationalversammlung (Marea Adunare Națională) und vertrat in dieser zunächst bis 1969 den Wahlkreis Aiud sowie im Anschluss zwischen 1969 und seinem Tode am 6. Mai 1978 den Wahlkreis Gherla. Er wurde am 9. Dezember 1967 Vizepräsident des Staatsrates (Consiliul de Stat al României), des kollektiven Staatspräsidiums, und hatte dieses Amt bis zu seinem Tode am 6. Mai 1978 inne. Er wurde außerdem im November 1968 Vorsitzender des Rates der werktätigen Menschen ungarischer Nationalität (Consiliul Oamenilor Muncii de naționalitate maghiară) und engagierte sich als Vizepräsident sowie als Mitglied des Exekutivbüros des Nationalrates der Sozialistischen Einheitsfront FUS (Frontul Unității Socialiste) sowie als Vizepräsident der Zweigstelle der Gesellschaft für Naturwissenschaften und Geografie in Cluj-Napoca. Auf dem Zehnten Parteitag der PCR (6. bis 12. August 1969) wurde er Kandidat des Zentralkomitees (ZK) der PCR. Er wurde auf einem ZK-Plenum am 21. Juli 1972 Mitglied des ZK der PCR und gehörte diesem Gremium bis zu seinem Tode am 6. Mai 1978 an. Für seine Verdienste erhielt er 1971 den Titel Held der sozialistischen Arbeit (Erou al Muncii Socialiste), die Goldene Medaille „Sichel und Hammer“ (Medalia de aur secera si ciocanul). 
Er starb am 6. Mai 1978 am Flughafen von Mexiko-Stadt an einem Herzinfarkt und wurde auf dem Friedhof Hajongard in Cluj-Napoca beigesetzt. Sein Sohn ist der Biologe und Botaniker Leontin Ștefan Eugen Péterfi, der 2003 ebenfalls korrespondierendes Mitglied der Rumänischen Akademie wurde.

## Veröffentlichungen
- Probleme de biologie, Mitautoren Alice Sãvulescu und I. Popovici, Editura Academiei Republicii Socialiste România, Bukarest 1962
- Creșterea porumbeilor, Editura Agro-Silvica, Bukarest 1963
- Botanica agricolă, Mitautor A. Buia, Editura Agro-Silvica, Bukarest 1965

in ungarischer Sprache
- Fél évszázad a magyar zenei életben, Zeneműkiadó Vállalat, Budapest 1962